# メイデー・パレード

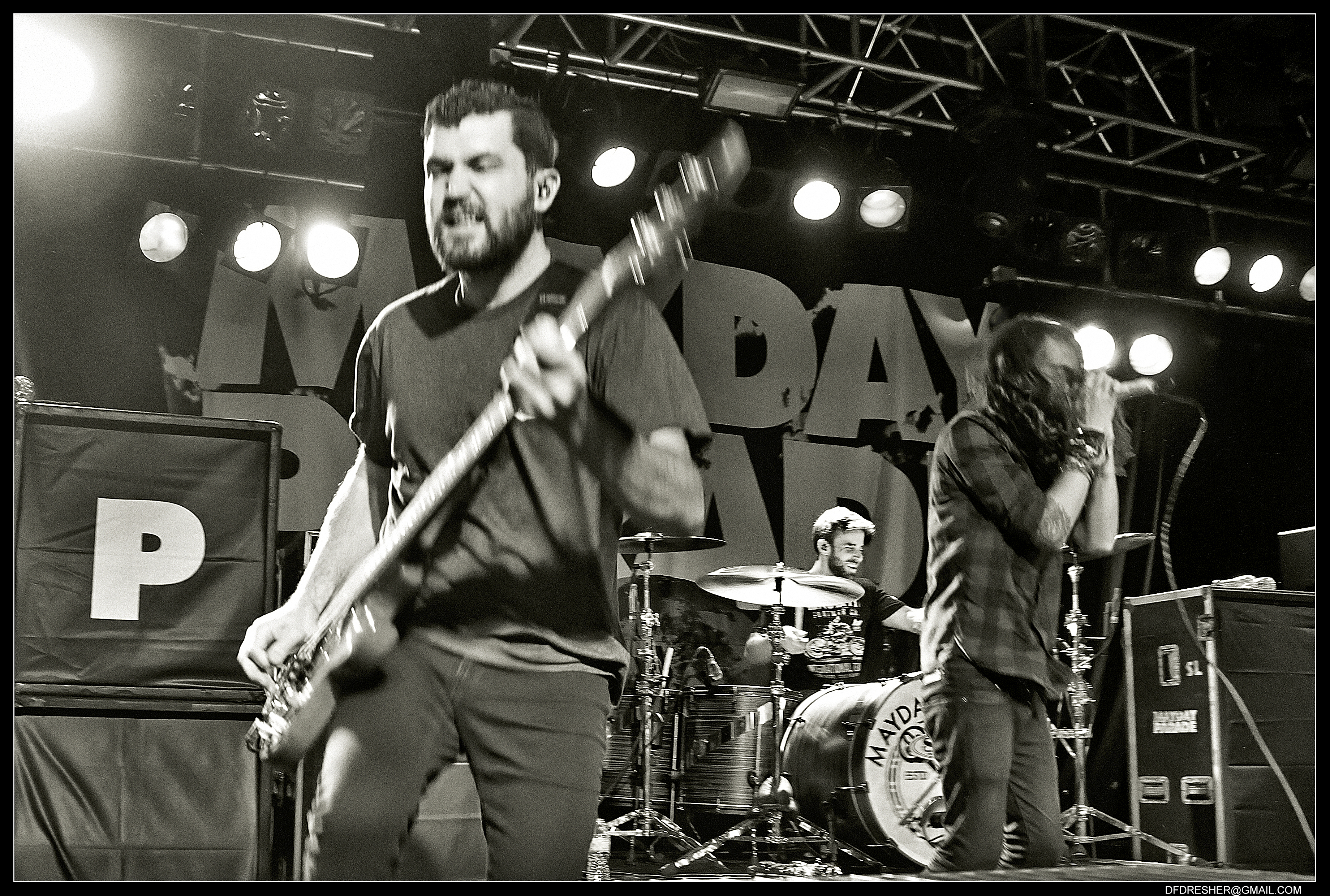
Mayday Parade 2014

メイデー・パレード (Mayday Parade) とは、アメリカ合衆国フロリダ州タラハシー出身のロックバンドである。

## メンバー

### 現メンバー
- デレック・サンダース/ Derek Sanders - ヴォーカル・ピアノ
- ジャーミー・レンゾー/ Jeremy Lenzo - ベース
- アレックス・ガルシア/ Alex Garcia - ギター
- ブルックス・ベッツ/ Brooks Betts - ギター
- ジェイク・バンドリック/ Jake Bundrick - ドラム

### 旧メンバー
- ジェイソン・ランキャスター/ Jason Lancaster - ギター・ヴォーカル（2007年4月に脱退。）

## 略歴

### 結成
2005年の冬に地元で活動していたローカルバンド「Defining Moment」と「Kid Named Chicago」のメンバー達によって「Mayday Parade」が結成された。バンド名は、メンバー全員が屋根に登って、ウィンター・パレードを見ながら時間を過ごすことが多かったこと、そしてギタリストのアレックスが「Mayday」という言葉が好きだったことから名付けられた。
結成直後に、自主制作で1stEP『Tales Told by Dead Friends』をリリース。その後も地道にライブ活動を行いながら徐々に知名度を上げていき、自主制作にもかかわらず結果的に1万枚以上を売り上げた。

### アルバム「A Lesson in Romantics」
2006年秋になると、「シュガーカルト」や「プレイン・ホワイト・ティーズ」などが所属している大手インディーズレーベルの「Fearless Records」から誘いがかかり、契約を結ぶことに成功。その直後の11月7日に1stEP『Tales Told by Dead Friends』を同レーベルから再発売。
そして約1年後の2007年7月10日、1stアルバム『A Lesson in Romantics』をリリースし、ビルボードTop Heatseekersにて31位を記録する。その後もじわじわと人気が広がっていき、結果的に10万枚以上を売り上げた。なお、このアルバム完成直後に、バンド内で主に作曲を担当していた、ギタリストのジェイソン・ランキャスターが脱退している。ちなみに、1stアルバムで聴けた二種類のヴォーカルのうち、渋くて低い方の声は彼のもの。9月には人気バンド「パラモア」と共に来日公演を行った。
2008年春に人気ポップ・パンクバンド「オール・タイム・ロウ」や「ザ・メイン」等とともに全米ツアーを行った。

### メジャー作品「Anywhere But Here」
2009年10月6日、2ndアルバム『Anywhere But Here』をリリース。前作から2年近くを空けてリリースされたこのニューアルバムは、全米アルバムチャートにて初登場31位を記録。ちなみに、1stアルバムで主に作曲を行っていたジェイソン・ランキャスターが脱退していたため、今作における全ての作曲はデレック・サンダースとプロデューサーのデイヴィッド・ベンデスが共同で行っているが、メジャー作品ということもあり、以前のエモ / インディー・ロック寄りのインディーズテイストは、かなり薄れている。このことについてデレックは、後のインタビューにおいて、当時少なからずレーベルからの圧力があり、自由に作曲活動ができなかったことを明かしている。当然の如く、リリース直後はファンの間で大きな賛否両論が巻き起こり、ジェイソン・ランキャスターの脱退を嘆く声が多く聞かれた。
2011年3月8日に、アコースティックミニアルバム『Valdosta』をリリース。このアルバムには、既発曲のアコースティックバージョンの他、新曲「Amber Lynn」と「Terrible Things」が収録されている。その後、インディーズレーベルの「Independent Label Group」へと移籍。

### 原点回帰「Mayday Parade」
そして同年、10月4日3rdアルバム『Mayday Parade』をリリースし、全米アルバムチャートにて初登場12位を記録した。今作では、インディーズレーベルからのリリースということもあり、プロデューサーには1stアルバムを手掛けたザック・オドム & ケネス・マウントを再び起用しており、サウンド的にもデビューアルバムの頃のテイストへと戻っている。
2013年2月15日、第4弾出演アーティストの一組としてロックフェスティバル「PUNKSPRING 2013」出演が発表された。
同年3月30日に大坂、翌日に東京での公演を行った。

### 4thアルバム「Monsters in the Closet」
2013年10月8日、4枚目となるアルバム「Monsters in the Closet」をリリース。
2014年11月28日、来年3月より新しいアルバムの制作が始まることを、ジェイク・バンドリックのInstagramへの投稿で明らかにされる。

### 5thアルバム「Black Lines」
2015年10月9日、5枚目となるアルバム「Black Lines」をリリース。

## ディスコグラフィー

### アルバム
| 発売日        | タイトル               | レーベル           | チャート最高位 |
| 発売日        | タイトル               | レーベル           | US             |
| ------------- | ---------------------- | ------------------ | -------------- |
| 2007年7月10日 | A Lesson in Romantics  | Fearless           | —              |
| 2009年10月6日 | Anywhere but Here      | Fearless, Atlantic | 31             |
| 2011年10月4日 | Mayday Parade          | ILG, Fearless, MDP | 12             |
| 2013年10月8日 | Monsters in the Closet | Fearless           | 10             |
| 2015年10月9日 | Black Lines            | Fearless           | 21             |

### EP
| 発売日        | タイトル                   | レーベル           | チャート最高位 |
| 発売日        | タイトル                   | レーベル           | US             |
| ------------- | -------------------------- | ------------------ | -------------- |
| 2006年11月7日 | Tales Told by Dead Friends | (自主制作)         | —              |
| 2011年3月8日  | Valdosta                   | Fearless, Atlantic | 127            |

### シングル
| 年   | タイトル                                              | 収録アルバム           |
| ---- | ----------------------------------------------------- | ---------------------- |
| 2007 | When I Get Home, You're So Dead                       | A Lesson in Romantics  |
| 2008 | Jamie All Over                                        | A Lesson in Romantics  |
| 2009 | The Silence                                           | Anywhere But Here      |
| 2010 | Kids in Love                                          | Anywhere But Here      |
| 2010 | Anywhere but Here                                     | Anywhere But Here      |
| 2010 | In My Head                                            | Punk Goes Pop 3        |
| 2011 | Oh Well, Oh Well                                      | Mayday Parade          |
| 2011 | When You See My Friends                               | Mayday Parade          |
| 2012 | Somebody That I Used to Know                          | Punk Goes Pop 5        |
| 2013 | Ghosts                                                | Monsters in the Closet |
| 2013 | Girls                                                 | Monsters in the Closet |
| 2014 | Comedown                                              | Punk Goes 90s Vol. 2   |
| 2015 | Keep in Mind, Transmorgrification Is a New Technology | Black Lines            |
| 2015 | Letting Go                                            | Black Lines            |